# Авл Фурий Анциат
Авл Фу́рий Анциа́т (лат. Aulus Furius Antias; II—I века до н. э.) — римский поэт, друг Квинта Лутация Катула.

## Биография
Авл Фурий был эпическим поэтом и жил в конце II века до н. э. Он написал поэму «Анналы» в духе Квинта Энния, от которой сохранилось только несколько строк. Известно, что Цезеллий Виндекс критиковал Анциата за изобретение новых слов, а Авл Геллий защищал поэта. В составе «Аттических ночей» сохранились семь строк из произведений Авла Фурия, написанных гекзаметром: «Кровью облита земля, и пустоты заполнены грязью» и др.
Друг Анциата Квинт Лутаций Катул посвятил ему свою автобиографию — «О консульстве и других деяниях» (De consulatu et de rebus gestis suis).